# سلاتینا (ناحیه کلادنو)
سلاتینا (به چکی: Slatina) یک منطقهٔ مسکونی در جمهوری چک است که در شهرستان کلادنو واقع شده‌است.